# Piaggio Vespa Siluro
La Vespa Siluro è stato un prototipo di un motociclo da record costruito, dalla Piaggio nel 1951, per battere il record di velocità sul chilometro lanciato per motoveicoli da 125 cm³.

## Storia del progetto
I record di velocità nel dopoguerra erano di fatto un modo per ottenere un ampio impatto pubblicitario; ciò spinse la Innocenti prima e poi la Piaggio a tentare la via dei record per affermare i propri prodotti e il proprio marchio, ciò anche per vincere la diffidenza del pubblico sulle due ruote a piccole ruote.
La Vespa Siluro fu pensata e costruita per creare un forte interesse pubblicitario sul nuovo prodotto Piaggio di quegli anni: la Vespa; della quale però condivideva solo la dimensione delle ruote e poco più.
La rivale tecnologica e commerciale da superare era la Lambretta della Innocenti, che già, prima del febbraio 1951, aveva battuto 13 record di velocità ottenuti sulla Roma-Ostia e 36 record sul circuito francese di Montlhéry.

### Il record
Il piccolo pilota empolese Dino Mazzoncini, accovacciato sulla struttura carenata del "siluro" della Piaggio, con un casco aerodinamico molto allungato, sul tratto compreso tra il Km 10 e il km 11 dell'autostrada Roma-Ostia, la mattina del 9 febbraio 1951, raggiunse la velocità media su due passaggi di 171,02 km/h (andata 174,418 km/h e 169,910 km/h ritorno), con un tempo di percorrenza del km di 21,4 secondi.
L'impresa è stata notevole, anche in considerazione dei dossi presenti sul tratto di strada asfaltata, aperta al comune traffico veicolare, e in considerazione del piccolo diametro delle ruote del mezzo usato.
Inoltre, poté esser fatto un solo tentativo, visti i tempi contingentati di chiusura del tratto di strada, tratto normalmente aperto al traffico veicolare.
Il record due mesi dopo venne battuto dalla Lambretta Siluro, che però utilizzò un motore sovralimentato.

## Tecnologia
Vennero costruiti due prototipi per superare il record di velocità sul km lanciato. 
Il prototipo usato per il record differiva dal primo esemplare per la presenza di un piccolo spoiler semicircolare anteriore e per la presenza di due piccole prese di aria posteriori.

Schema di un moderno motore con compressore volumetrico a cilindri opposti

I progettisti Corradino D'Ascanio, che era il direttore tecnico della Piaggio e Vittorio Casini responsabile del Servizio Tecnico Esperienze e Prove, sfruttarono per la parte motoristica la tecnologia del motore a pistoni opposti secondo lo schema dei motori aeronautici Junker Jumo con pistoni opposti e due alberi a gomito collegati fra loro da una catena di ingranaggi. 
Questo tipo di motore in campo motociclistico era stato precedentemente sviluppato, solamente, dall'azienda di motociclette tedesca DKW su un modello di moto d'ante guerra: la DKW KS-1.

### Meccanica
Venne progettato un motore che riuscì ad esprimere una potenza di circa 21 CV a 9 500 giri/min (secondo altra fonte 18 CV), ciò con soli 125 cm³ di cilindrata e con una potenza specifica di circa 168 CV/litro, potenza per l'epoca elevatissima.
Lo schema ingegneristico del motore prevedeva due alberi a gomito collegati da due trasmissioni ad ingranaggi e due carburatori separati.
Il motore aveva alesaggio di 42 mm ed una corsa di 45 mm per ognuno dei due pistoni, ne conseguiva una cilindrata complessiva di 124,69 cm³, con un rapporto di compressione di 11:1.
Il motore era costruito in ghisa con raffreddamento a liquido ed aveva un radiatore posto alla sinistra del motore con una presa d'aria sullo stesso lato della carrozzeria. 
In un primo prototipo del motore era previsto un raffreddamento ad aria, ma per le alte temperature sviluppate da questo tipo di motore si preferì la soluzione definitiva del raffreddamento a liquido.
Il motore era alimentato con due carburatori Dell'Orto SSI 23, studiati di proposito per il siluro, uno per ogni camera di manovella; venne utilizzata una miscela olio-benzina con lubrificante Essolube al 12 %. 
Per l'accensione si usò uno speciale volano a magnete Piaggio e due candele Magneti Marelli con grado termico 300 (MW 300 A).
Il cambio era a tre marce.
Le sospensioni erano a molle elicoidali anteriormente e posteriormente con cuscinetto in gomma e ammortizzatori. 
Gli pneumatici Pirelli, misura 3.00-10", erano stati studiati di proposito per il prototipo.
Il cruscotto aveva solo un contagiri che arrivava fino a 10 x 1 000 giri minuto.
Curiosamente le caratteristiche del motore rimasero celate per diversi anni, ciò verosimilmente per non enfatizzare e mostrare le notevoli differenze con i motori della produzione di serie della Vespa.

### Telaio e carrozzeria
Il Siluro aveva le seguenti dimensioni esterne:
- altezza 90 cm
- lunghezza 238 cm
- larghezza 60 cm

Il pilota era costretto ad una posizione raccolta ed inginocchiata all'interno dello stretto posto di guida, cui si accedeva grazie a due sportelli che richiusi completavano la carenatura del mezzo.
Il telaio era a trave centrale, con una scocca in alluminio molto aerodinamica e avvolgente, posteriormente aveva una pinna stabilizzatrice trasversale con un'impronta rettangolare che si prolungava oltre la ruota posteriore.
Anteriormente era presente un piccolo spoiler semicircolare davanti al parabrezza, posteriormente erano presenti due prese d'aria, una per il raffreddamento del freno posteriore a destra ed una più grande a sinistra per il raffreddamento del radiatore dell'acqua.
La ruota anteriore era ampiamente carenata dalla struttura ogivale della carrozzeria, mentre quella posteriore era carenata dalle superfici laterali dell'ampia pinna posteriore.

## Esemplari attualmente esistenti
Un esemplare perfettamente restaurato è esposto al Museo nazionale della scienza e della tecnologia Leonardo da Vinci di Milano. L'originale è invece al Museo Piaggio Giovanni Alberto Agnelli.